# Heidecksburg
El palacio de Heidecksburg (en alemán: Schloss Heidecksburg) era la antigua residencia de los príncipes de Schwarzburgo-Rudolstadt en la ciudad de Rudolstadt, que era su capital. El palacio está situado aproximadamente a 60 m sobre la ciudad antigua. No fue destruido durante la II Guerra Mundial.
Hoy en día, alberga el Museo Estatal de Turingia Heidecksburg (Thüringer Landesmuseum Heidecksburg) y el Archivo Estatal de Turingia Rudolstadt (Thüringer Staatsarchiv Rudolstadt). 

## Historia

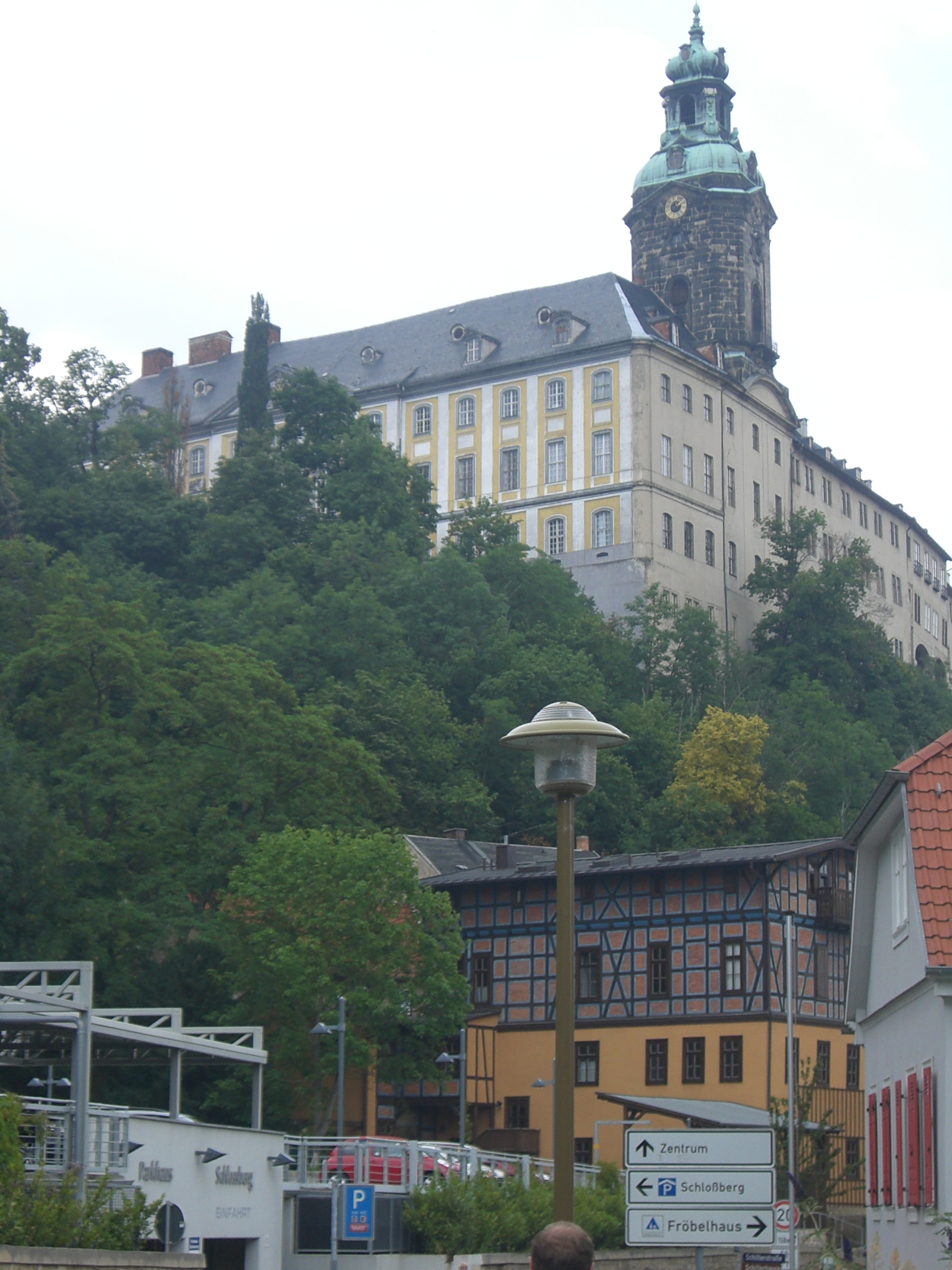
Heidecksburg.

Había en este emplazamiento, a sesenta metros de altura sobre el pueblo, un castillo en el siglo XIII. Algunas partes de sus cimientos se pueden ver en el jardín del palacio. Pertenecía entonces a los condes de Orlamünde. Fue adquirido en 1334 por los condes de Schwarzburg, pero fue destruido en marzo de 1345 durante la guerra de los condes de Turingia (1342-1346). Se levantó otro castillo a mitad del siglo XIV en la ubicación actual de la plaza del Palacio). Fue quemado en parte en 1573 y se reconstruyó en estilo renacentista, con tres cuerpos de edificación.
Este nuevo castillo se volvió a quemar en 1735 y se reconstruyó en estilo barroco. El palacio tenía que representar magníficamente la nueva posición de Schwarzburg-Rudolstadt, que se había convertido en principado desde 1710. Tenía 150 metros de largo, con una imponente ala sur que conduce al patio interior. Un enorme salón de baile, de 12 metros de altura, se encuentra en el centro y ahora se utiliza para exposiciones temporales, conciertos y eventos culturales. Hay varias salas de recepción. El ala norte se dedicaba antiguamente a los servicios de los príncipes y a los de sus ministerios, así como a los artesanos nacionales. Una torre barroca de 40 metros fue erigida sobre el palacio en 1744.
Las obras, encargadas por el príncipe Federico Antonio, fueron dirigidas por Christoph Knöffel (1695-1752), heredero del arte de Pöppelmann, el arquitecto del Zwinger.

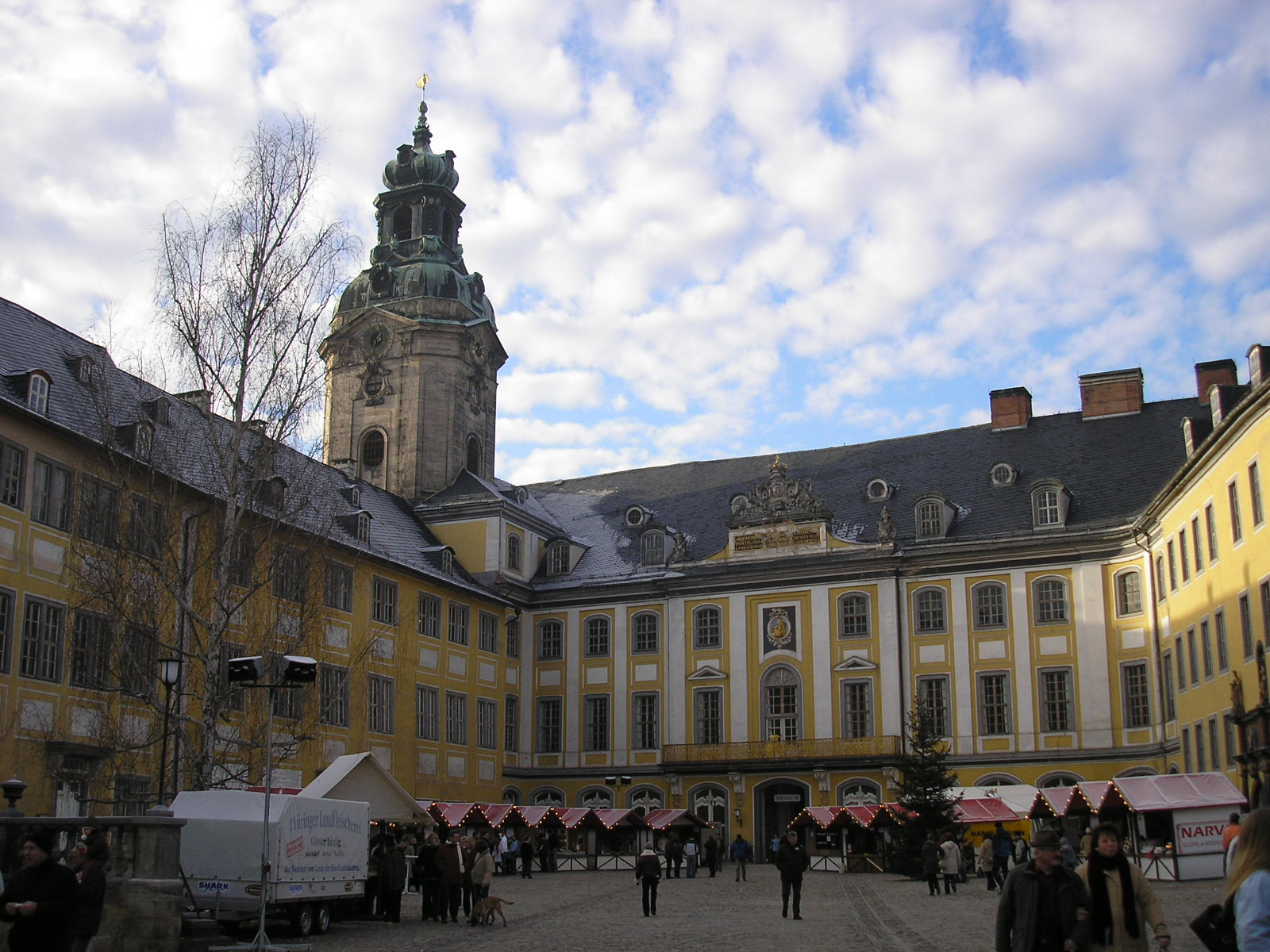
Patio interior del palacio durante el mercado de Navidad.

La influencia del barroco tardío de Dresde se aprecia en la fachada oeste y en las salas de recepción del ala principal. Los apartamentos con sus gabinetes, la galería de porcelana, las alcobas y sus pequeños salones, están arreglados y decorados al gusto francés. Gottfried Heinrich Krohne (1703-1756), llegado de  Weimar, continuó las obras, pero no habían terminado cuando murió. Fue necesario esperar al comienzo de siglo XIX para completar el ala norte y el ala este.
El interior del palacio revela salas de estilo rococó con frescos, cajas, querubines y estuco. Destaca el salón rojo (1742) y los salones alrededor del salón verde del ala norte (1750-1770).
El ala sur se amplió a comienzos del siglo XIX y algunas partes del palacio están decoradas en estilo neoclásico. Después de la abdicación del último duque, las colecciones del duque Gunter Víctor (Günther-Viktor) son la base del museo abierto en 1950. Otros museos lo habían precedido.